# Понивилль
Понивилль (англ. Ponyville) — вымышленный населённый пункт (англ. town — городок, посёлок; возм., устар. в одной серии второго сезона и не обязательно о Понивилле в одной серии первого сезона — англ. village — село, деревня) в Эквестрии и основное место действия мультсериала «Дружба — это чудо». Это место впервые было показано в первом эпизоде и часто появляется в каждом эпизоде. В Понивилле тоже живут такие главные герои, как Основная шестёрка.

## Производство
Согласно книге «Мир Эквестрии», в которой описывается создание мультсериала «Дружба — это чудо», его создательница Лорен Фауст изначально предложила название Филлидельфия (каламбур от города Филадельфия) вместо Понивилля. Позже в мультсериале Филлидельфия был добавлен как новый отдельный город.
Фауст написала в комментарии на своей странице DeviantArt, что Вечнозелёный лес находится к западу от Понивилля, Яблочная Аллея — к юго-западу, Кантерлот — к северо-востоку, а коттедж и луг Флаттершай расположены к северу от фермы. Однако в последующих интервью и Фауст, и главный режиссёр и исполнительный продюсер мультсериала Джейсон Тиссен упомянули, что география и непрерывность шоу определены нечётко и могут меняться по мере необходимости, а художник-оформитель мультсериала заявил в декабре. 10 октября 2011 года, что у производственной группы не было официальной карты Эквестрии для справки.
Однако после выпуска «Мира Эквестрии» была выпущена официальная карта. Это говорит о том, что Вечнозелёный лес находится к востоку от Понивилля, Яблочная Аллея — к юго-востоку, а коттедж и луг Флаттершай — к северу от фермы.

## История
Понивилль — один из первых городов, основанных «земными пони», одной из трёх основных рас, населяющих королевство Эквестрия. Во втором сезоне выясняется, что семья Эпплджек впервые поселилась в районе Понивилля, когда Бабуля Смит была ещё маленькой. Во время посещения города Кантерлот она и её семья получили от принцессы Селестии участок земли недалеко от Вечнозелёного леса, где они начали сажать яблоневый сад. Однако вскоре им не хватало еды, так как зима была суровой, а фруктовому саду нужно было время, чтобы вырасти. Потом, Бабуля Смит отправилась однажды ночью в Вечнозелёный лес, где нашла несколько деревьев чудесного сорта яблок, называемых Вольт-яблоками; она собрала семена и, вернувшись домой, посадила их, создав потрясающий сад из Вольт-яблок. Привлеченные вареньем, которое семья Эппл делала из этих радужных яблок, в страну начали прибывать другие земные пони, пегасы и единороги, и Стинкин Рич, дедушка Даймонд Тиары, открыл рынок, основанный на этом продукте. Приток пони продолжался и дал начало городу Понивилль.

## Здания

### Сахарный дворец
Сахарный уголок — это кондитерская и пекарня, которой управляют мистер и миссис Пирожок с помощью Пинки Пай; это также место, где они живут. Сама принцесса Селестия отправлялась туда в гости в Понивилль, и там проходила вечеринка в честь знаков отличия Даймонд Тиары и Сильвер Спун. Здание кажется сделанным из имбирных пряников, чьи верхние этажи, в форме двух розовых кексов со свечами на крыше, являются комнатами, где живёт Пинки Пай. Главная дверь здания ведет в магазин, а задняя дверь ведет на кухню.

### Библиотека Золотой Дуб
Библиотека Понивилля является резиденцией Сумеречной Искорки и Спайка до конца четвёртого сезона. Главный читальный зал со стенами, покрытыми книгами, расположен на первом этаже, а верхние этажи служат спальней. На ветке висит большой улей, а на входной двери видна фигура свечи. Он был уничтожен лордом Тиреком, а позже часть обломков будет перевезена внутрь Замка Дружбы, в тронный зал.

### Замок Дружбы
Имя, приписанное Спайком является королевской резиденцией принцессы Сумеречной Искорки. Рождённый после открытия таинственного ларца, расцвечённого Древом Гармонии, он возвышается недалеко от Понивилля. Замок имеет форму дерева, полностью сделанного из хрусталя.
Внутри находится, в частности, тронный зал, в котором есть трон для каждого из Элементов гармонии, а также Карта Знаков Отличия (также известная как Карта Дружбы или просто «карта»).
Начиная с шестого сезона, он также принимает под своей крышей Старлайт Глиммер, будучи ученицей Сумеречной Искорки.

### Бутик Карусель
Магазин Рарити, а также место, где она живёт. Рарити создаёт свою одежду в мастерской на первом этаже, где есть манекены, рулоны ткани и ширмы.

### Яблочная Аллея
Ферма и дом Эпплджек, Большого Макинтоша, Бабули Смит и Эппл Блум. Расположенная на окраине Понивилля ферма в основном занимается выращиванием яблонь, а также пшеницы, моркови и животноводства. Здесь проводится ежегодный «Фестиваль сестёр».

### Больница
Больница Понивилля, впервые показанная в эпизоде «Новорождённые пони», также появилась в эпизоде «Читай и наслаждайся», когда Радуга Дэш сломала правое крыло и была ненадолго госпитализирована. Медицинский персонал, который появляется в мультсериале, включает доктора (единорог), несколько медсестёр (все земные пони) и офицеров службы безопасности (также земные пони).

### Городская площадь
В центре площади Понивилля находится мэрия, резиденция мэра. Также есть фонтан со скульптурой земного пони в качестве статуи, а на оставшемся пространстве несколько цветных баннеров. Площадь с трёх сторон окружена домами жителей, а с одной стороны — рекой, протекающей через весь Понивилль. За ратушей многочисленные красочные палатки. Два моста соединяют площадь с другим берегом реки.

### Школа Понивилля
Школа в Понивилле, которая впервые появляется в эпизоде «Отличительные знаки». В здании есть мачта с красным флагом, небольшая колокольня, которая отмечает начало и конец занятий, а также вывеска с изображением открытой книги и силуэтов двух читающих жеребят. Судя по всему, в школе есть только один класс, который ведёт учительница Чирайли (Чирыли́), и подвал, где находится школьная газета «Юных пони»

### Часовая башня
Башня с часами видна из дома Флаттершай. Это башня с колокольней, в которой находится золотой колокол, и циферблат, на котором иногда восемь единиц, иногда двенадцать.

### Школа Дружбы
С восьмого сезона, школа, основанная принцессой Сумеречной Искоркой для обучения магии дружбы жителей Эквестрии и, прежде всего, земель за её пределами. Преподавательский состав состоит из пяти друзей Искорки, которым помогает Старлайт Глиммер в роли школьного психолога. Из-за нетрадиционных методов обучения школа официально не признана Просветительским Советом Эквестрии, органом, возглавляемым канцлером Нейсеем.
Искорка передаст роль директора Старлайт Глиммер после её коронации как правительницы Эквестрии, а Старлайт, в свою очередь, назначит Трикси новым школьным советником, а также назначит Санбёрста роль заместителя директора.

### Другие здания
В Понивилле также есть боулинг, дом престарелых, салон красоты, бар, различные магазины и плотина.